# K.T. McFarland
Kathleen Troia "K.T." McFarland, född 22 juli 1951 i Madison, Wisconsin, är en amerikansk republikansk politiker. Från 20 januari 2017 till maj 2017 var McFarland USA:s biträdande nationella säkerhetsrådgivare.
McFarland avgick från sin tjänst maj 2017.

## Karriär
I november 2016 blev hon utsedd till biträdande rådgivare för nationell säkerhet i USA:s nationella säkerhetsråd av USA:s då tillträdande president Donald Trump.
McFarland arbetade även i Vita huset under Richard Nixons presidenttid (1969–1974) och har varit nära medarbetare med Henry Kissinger.